# Stanisław Michalski (działacz oświatowy)
Stanisław Michalski (ur. 21 kwietnia 1865 w Równem na Wołyniu, zm. 30 grudnia 1949 w Krakowie) – polski działacz oświatowy, zaangażowany w sprawy organizacji i finansowego wspierania działalności naukowej, szkolnictwa wyższego i pozaszkolnej edukacji dorosłych, z wykształcenia inżynier-technolog.
Organizator i działacz Czytelni Bezpłatnych Warszawskiego Towarzystwa Dobroczynności i Kursów dla Dorosłych, w latach 1898–1939 inicjator wydawania i redaktor „Poradnika dla samouków”, w latach 1918–1949 kierownik Działu Naukowego Kasy im. Józefa Mianowskiego, w latach 1928–1939 dyrektor Funduszu Kultury Narodowej, redaktor rocznika „Nauka polska, jej potrzeby, organizacja i rozwój”.

## Dzieciństwo i młodość
Stanisław Michalski pochodził z Wołynia, z rodziny drobnej szlachty. Był synem Józefa i Józefy z Nowickich. Majątek matki został skonfiskowany po powstaniu styczniowym. Ojciec utrzymywał rodzinę pracując początkowo jako nadleśniczy we wsi Dobratyn pod Dubnem, a później – prowadząc stancję w Równem.
Stanisław Michalski rozpoczął naukę w domu, pod opieką rodziców i brata matki – Franciszka, humanisty z doświadczeniem pedagogicznym (po jego powrocie z zesłania na Syberię po powstaniu 1863). W kolejnych latach skończył szkołę 7-klasową w Równem, a następnie cesarską szkołę techniczną w Petersburgu (1881–1887). Praktykę zawodową odbył w przędzalni pod Moskwą (1889), nawiązując w tym czasie więzi ze studiującą w Moskwie polską młodzieżą. Rozpoczął działalność w Kole Polskim studentów moskiewskiego Instytutu Technologicznego jako organizator czytelnictwa i bibliotekarz w tajnej bibliotece. Czytał polskie czasopisma pozytywistyczne, planował opracowanie katalogu książek naukowych, ułatwiającego korzystanie z zasobów biblioteki. Był pod dużym wpływem myśli Aleksandra Świętochowskiego, Stanisława Krzemińskiego i Artura Górskiego.
Po powrocie do Polski przejściowo prowadził prywatne lekcje w Równem, a od 1889 roku pracował w warszawskiej firmie „K. Rudzki i S-ka” (m.in. prace biurowe, nadzorowanie budowy warszawskich szpitali). Po trzech latach dostał wymówienie. Otrzymał propozycję wyjazdu do Rosji z zadaniem nadzoru wodociągowych prac firmy Rudzkiego lub do pracy jako nauczyciel w szkołach technicznych Rosji, prowadzonych przez Instytut Technologiczny. Z obu propozycji nie skorzystał i pozostał w Warszawie.

## Działalność oświatowa przed II wojną światową

### Organizacja bibliotek
W 1893 roku Stanisław Michalski został zatrudniony jako inżynier w firmie Droga Żelazna Warszawsko-Wiedeńska, w której pracowało wielu przedstawicieli warszawskiej inteligencji (była uważana za polskie centrum polityczno-oświatowe). Michalski pełnił tu rolę „kolejowego ministra oświaty”: pracował w zakładowej bibliotece i szkole elementarnej w Żbikówku oraz działał w Kolejowym Stowarzyszeniu Oświatowym „Jedność”. Równocześnie (od roku 1891) pracował w Czytelniach Bezpłatnych, prowadzonych przez charytatywne Warszawskie Towarzystwo Dobroczynności, które na początku XX w. było jedyną formą legalnej działalności oświatowej w Królestwie Polskim. Był również jednym z organizatorów Biblioteki Publicznej w Warszawie oraz Towarzystwa Biblioteki Publicznej.
Ze względu na intensywną rusyfikację na ziemiach polskich w tym okresie działacze polskich czytelni byli nieustannie inwigilowani. Stanisław Michalski był trzykrotnie aresztowany i więziony na Pawiaku i w Cytadeli (m.in. w grudniu 1899). W 1902 roku został skazany na zesłanie (1,5 roku w Rydze).

### Poradnik dla samouków
W 1897 roku Stanisław Michalski, wraz z Aleksandrem Heflichem, zaczął przygotowywać „Poradnik dla samouków”, który był jedną z inicjatyw wspieranych przez Kasę im. Józefa Mianowskiego. Poradnik miał zastąpić szkołę polską.

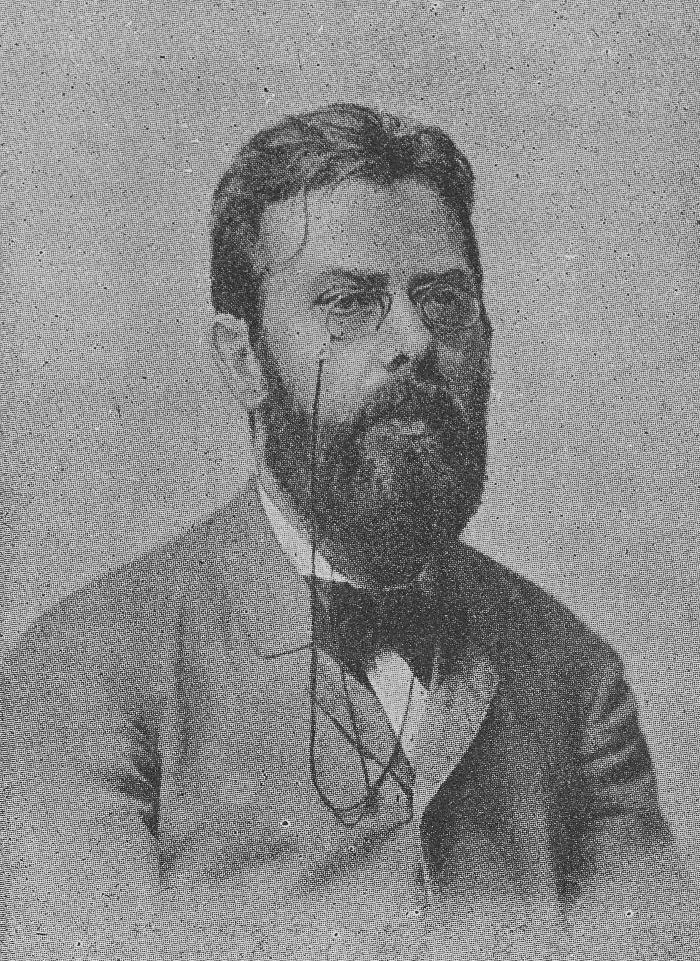
Piotr Chmielowski

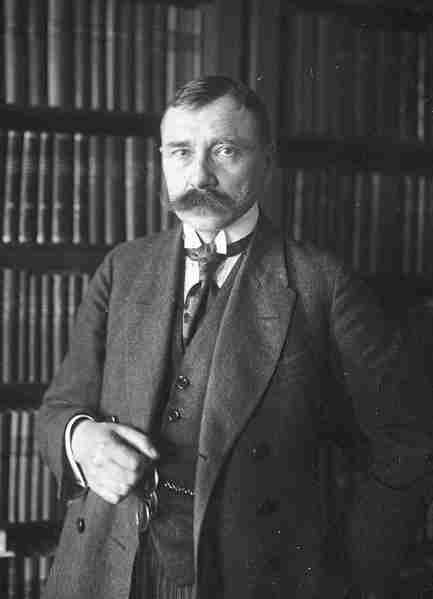
Artur Śliwiński

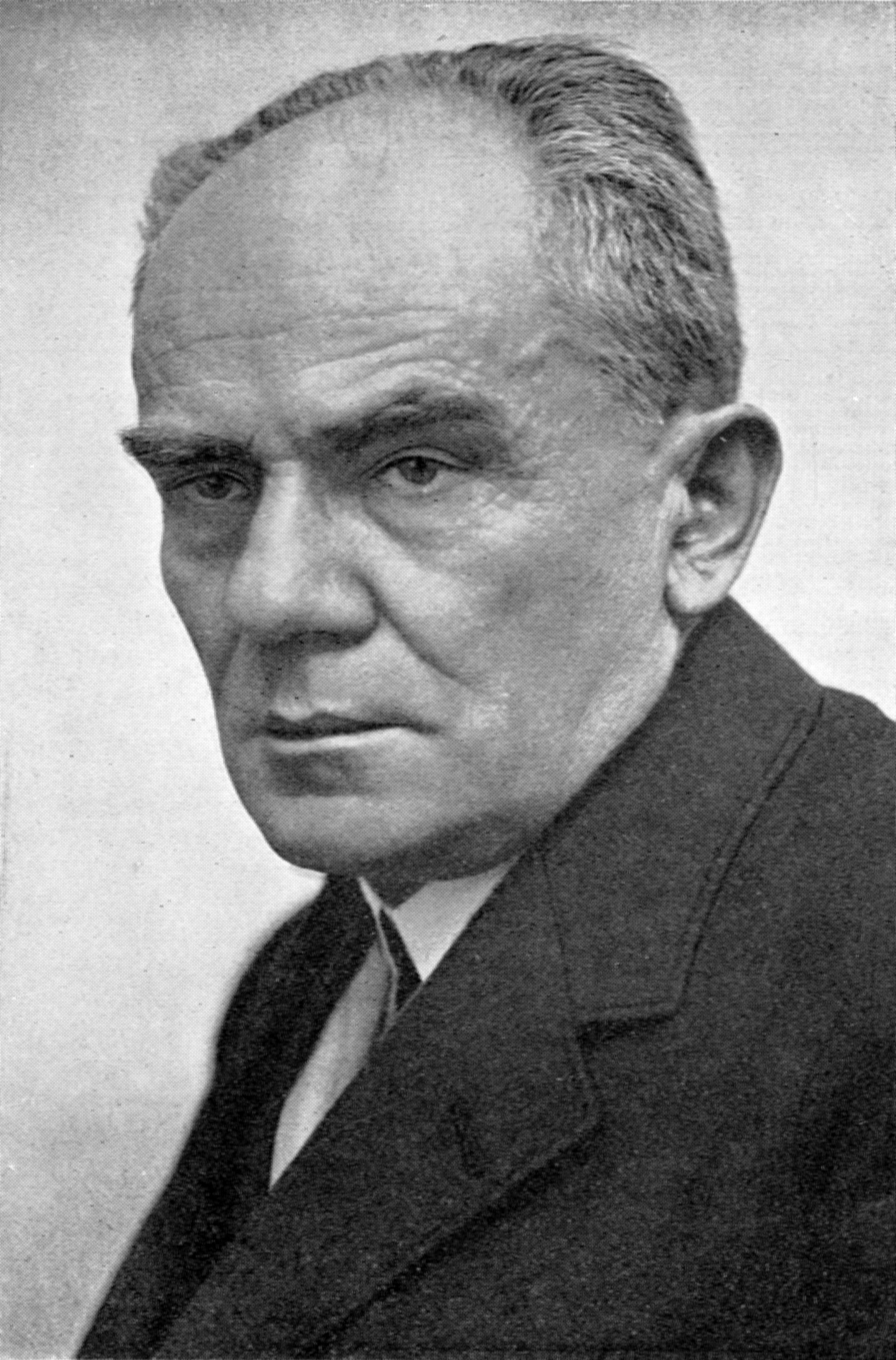
Stefan Żeromski

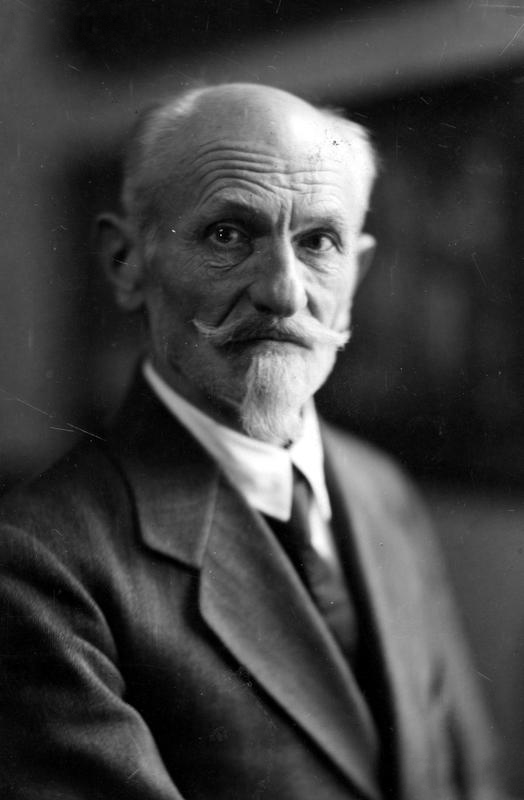
Stanisław Wojciechowski

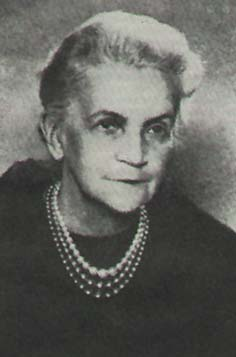
Maria Ossowska

Poradnik zawierał wykłady z różnych dziedzin nauki – opracowania tematów, szczegółowe wskazówki metodyczne i bibliografię przedmiotu. Pierwsze wydania miały charakter popularnonaukowy, a późniejsze (po roku 1905) – również naukowy (ułatwienie studiów wyższych, przygotowanie do pracy badawczej). Redaktor Poradnika, Stanisław Michalski, zapewnił najwyższy merytoryczny poziom poszczególnych materiałów – ich autorami byli m.in. Piotr Chmielowski, Samuel Dickstein, Ludwik Krzywicki, Adam Mahrburg, Kazimierz Stołyhwo, Zygmunt Wóycicki, Florian Znaniecki.
W artykule nt. tego zakresu działalności Michalskiego Piotr Hübner napisał m.in.:

Stanisław Michalski postulował zmianę mentalności uczonych akademickich: „popularyzowanie wiedzy nie jest już czymś ubliżającym dla godności uczonych, gdyż przekonano się, że dar popularyzacji to nowa zdolność umysłowa”. Zdolność wymagająca odejścia od „przeładowania faktami” i unikania metody „wykładu dogmatycznego”.

Pierwszy tom Poradnika, obejmujący matematykę i nauki przyrodnicze (400 stron, cena: 40 kopiejek), został wydany w 1898 roku w nakładzie 2,5 tys. egzemplarzy, który został wyczerpany w czasie dwóch miesięcy. Tom drugi (filologia i historia, 700 stron) wydano w 1899 roku w nakładzie 5 tys. egzemplarzy (cieszył się nie mniejszym powodzeniem).
Komplet 6. tomów ukazał się w latach 1898–1911, jego drugie wydanie (rozszerzone) – w latach 1901–1913, a trzecie (nowe 10 tomów) w latach 1915–1932. W latach 1898–1913 wydano łącznie piętnaście tomów. Druga edycja (uzupełniona) była wydawana po 1913 roku pod nazwą „Świat i człowiek”.

### Wydział Oświecenia
W sierpniu 1915 roku, po wycofaniu się Rosjan (zob. I wojna światowa, rok 1915), Stanisław Michalski został członkiem utworzonego Wydziału Oświecenia. Zainicjował wyodrębnienie w tym Wydziale Sekcji Oświaty Pozaszkolnej i objął jej kierownictwo. Do Sekcji powołał początkowo Władysława Radwana, Brunona Stawenę i Marię Gomólińską. Sekcja zajmowała się m.in. organizacją tzw. Kursów dla Analfabetów (zob. też Stowarzyszenie Kursów dla Analfabetów Dorosłych), nazwanych później Kursami dla Dorosłych m.st. Warszawy.

### Kasa im. Mianowskiego i Fundusz Kultury Narodowej
W latach 1912–1913 był wykładowcą sanskrytologii na Wydziale Humanistycznym Towarzystwa Kursów Naukowych w Warszawie.
W 1914 roku Stanisław Michalski został powołany na stanowisko kierownika Działu Naukowego, utworzonego w Kasie im. Mianowskiego do rozpatrywania m.in. podań naukowców o zapomogi i stypendia oraz wnioski o finansowanie wydawnictw. Po dwóch latach (1916) Michalski zainicjował w Komitecie Kasy dyskusję nad jej reorganizacją, która doprowadziła do uchwalenia nowego Statutu tej instytucji (1920). W ramach reorganizacji powołano m.in. Ogólnopolską Radę Naukową Kasy, co przyczyniło się do profesjonalizacji podejmowanych decyzji i integracji środowiska naukowego.
Michalski zabiegał o stosowne środki finansowe, np. w 1920 roku zorganizował, wraz z Arturem Śliwińskim (wiceprezydentem Warszawy, historykiem), akcję wspierania Kasy przez samorządy lokalne. Pozyskiwał też wsparcie merytoryczne wielu autorytetów. W 1923 roku sprawił, że prezydent Stanisław Wojciechowski napisał osobisty apel o wsparcie Kasy do 100 osób i instytucji w kraju i za granicą. Na prośbę Michalskiego Stefan Żeromski napisał esej „Sprawa Kasy Mianowskiego”, który został wydany w formie broszury i publikowany w prasie (1924). W następnych latach darowizny i dochody własne (np. ze sprzedaży wydawnictw) stanowiły ok. 50% funduszu, a reszta pochodziła z Ministerstwa Wyznań Religijnych i Oświecenia Publicznego (WRiOP).
Od roku 1928 subwencje rządowe były przekazywane za pośrednictwem Funduszu Kultury Narodowej (FKN). Zgodnie z koncepcją Józefa Piłsudskiego FKN miał być instytucją podporządkowaną Prezydium Rady Ministrów – niezależną od ministerstw. Koncepcja wyłoniła się po przekazaniu Piłsudskiemu wniosku St. Michalskiego, jako dyrektora departamentu nauki i szkół wyższych w MWRiOP, o znaczne zwiększenie środków na rozwój nauki. Stanisław Michalski został powołany na dyrektora FKN na wniosek prezydenta RP (kandydatem Piłsudskiego był Artur Śliwiński). Działalność Michalskiego jako dyrektora FKN była wysoko oceniana przez środowiska naukowe, lecz bardzo ostro krytykowana przez wielu literatów, m.in. Boya-Żeleńskiego i Antoniego Słonimskiego, którzy zarzucali nadmierne uleganie inspiracjom literackiego doradcy – Artura Górskiego.
Finansową pomoc z tych źródeł uzyskali m.in. Józef Kostrzewski, Ludwik Hirszfeld, Stanisław Leśniewski, Hilary Lachs, Stefan Banach, Ludwik Wertenstein, Józef Rotblat, Konrad Górski, Władysław Konopczyński, Władysław Szafer, Witold Taszycki, Kazimierz Michałowski, Tadeusz Kotarbiński. Finansowe nagrody za prace naukowe otrzymali m.in.: Stanisław Pigoń, Artur Śliwiński, Jan Ptaśnik, Kazimierz Tymieniecki, Wojciech Świętosławski, Stanisław Zaremba, Stanisław Zakrzewski, Jan Dembowski. Stypendia były przyznawane również młodzieży szkolnej i akademickiej. Roczne nakłady wydawnictw Kasy przekraczały w latach 30. pół miliona egzemplarzy.
Stanisław Michalski dużą wagę przywiązywał do informowania społeczeństwa o stanie i potrzebach polskiej nauki – w tym celu organizował np. zjazdy naukowe. Pierwszy z nich odbył się w Warszawie 7–10 kwietnia 1920 roku. Zjazd był poprzedzony wydaniem przez Dział Naukowy Kasy dwutomowego wydawnictwa „Nauka Polska, jej potrzeby, organizacja i rozwój”, zawierającego wyniki analizy ankiet, które wypełniali najbardziej kompetentni przedstawiciele różnych dyscyplin naukowych. Wydawnictwo przekształciło się w rocznik, wydawany przez Michalskiego pod tym samym tytułem. Kolejny Zjazd zorganizowano 2–3 kwietnia 1927 roku, a w 1928 roku redakcja „Nauki Polskiej” przeprowadziła kolejną ankietę. Przedstawiciele środowisk naukowych i akademickich odpowiadali na pytania kwestionariusza, dotyczące m.in. sytuacji instytucji naukowych, ich potrzeb i planów, w tym spraw związanych z reformą uczelni wyższych.
W rocznikach „Nauka Polska” poruszano też teoretyczne zagadnienia, mieszczące się współcześnie w ramach naukoznawstwa. Redaktor – Stanisław Michalski – wzywał do intensyfikacji takich badań i organizował posiedzenia Koła Naukoznawczego (utworzonego w roku 1928). W pracach Koła uczestniczyli m.in. socjologowie (Florian Znaniecki, Maria i Stanisław Ossowscy, Paweł Rybicki) i filozofowie (Tadeusz Kotarbiński, Bohdan Kieszkowski, Marian Heitzman) oraz organizatorzy nauki.
Michalski zamierzał przekształcić Koło naukoznawcze i Dział Naukowy Kasy w duży instytut naukoznawczy. Wspólnie z członkami Koła zaczął w roku 1936 wydawać rocznik naukoznawczy „Organon”, który miał być organem nowego instytutu. W pierwszym tomie wydawano, których programowy artykuł Ossowskich nt. „Nauka o nauce”. Zaczątkiem instytutu naukoznawczego miał być istniejący w ramach ośrodek dokumentacji, działający w Dziale Naukowym Kasy, kierowany przez Janinę Małkowską, wieloletnią współpracowniczkę Michalskiego.

## Lata 1939–1949

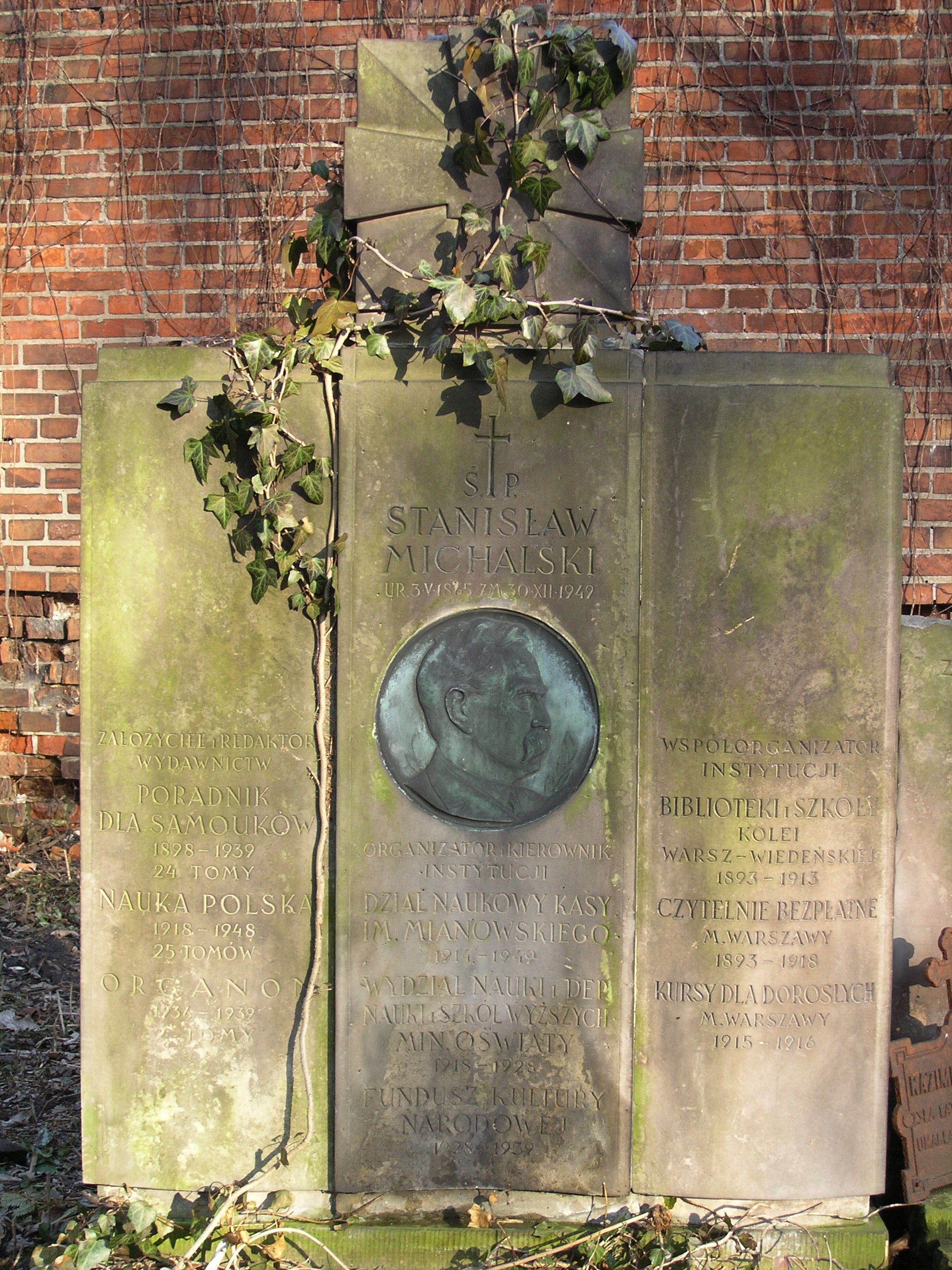
Grób działacza oświatowego Stanisława Michalskiego na Starych Powązkach w Warszawie (stan na marzec 2012)

W latach II wojny światowej Kasa im. Mianowskiego działała jako instytucja tajna, m.in. finansująca tajne wydawnictwa i nauczanie. Michalski zajmował się finansowym wspomaganiem przedstawicieli nauki oraz aktywnie uczestniczył w spotkaniach komitetu Kasy, który m.in. opracowywał zasady organizacji i finansowania nauki po wojnie. Spisywał też wspomnienia (tekst zaginął w czasie powstania warszawskiego). W roku 1944 został aresztowany – był przez sześć miesięcy więźniem Auschwitz-Birkenau. Po uwolnieniu zamieszkał w Krakowie, skąd korespondencyjnie kierował Działem Naukowym Biura Kasy i redakcją „Nauki Polskiej”, „Organonu” i „Poradnika dla samouków”. W Krakowie odtwarzał i uzupełniał zaginione wspomnienia oraz XXV tom „Nauki polskiej”; opracowywał plany stworzenia kursów naukoznawczych i związanej z nimi biblioteczki „Wiedza o nauce”. Apelował o kontynuację badań potrzeb poszczególnych dziedzin nauki oraz o organizację zjazdów, poświęconych tym zagadnieniom.
Zmarł w Krakowie 30 grudnia 1949 roku. Został pochowany na cmentarzu Powązkowskim w Warszawie (kwatera 188-3-28).

## Ordery i odznaczenia
- Krzyż Komandorski Orderu Odrodzenia Polski (2 maja 1923)[12][13]
- Krzyż Niepodległości[5]
- Złoty Krzyż Zasługi (9 listopada 1931)[14]
- Złoty Wawrzyn Akademicki (5 listopada 1938)[15]
- Medal Dziesięciolecia Odzyskanej Niepodległości[5]
- Medal za Długoletnią Służbę[5]

## Wyróżnienia
Stanisław Michalski otrzymał przed wojną tytuły doktora honoris causa Uniwersytetu Stefana Batorego w Wilnie i Uniwersytetu Warszawskiego oraz tytuł honorowego członka Kasy im. Mianowskiego. Był też honorowym członkiem wielu towarzystw naukowych.

## Upamiętnienie
Sylwetka Stanisława Michalskiego została upamiętniona wydaniem przez Komitet Nauk Pedagogicznych i Psychologicznych PAN książki: „Stanisława Michalskiego autobiografia i działalność oświatowa” (Helena Radlińska, Irena Lepalczyk; sł. wstępne Tadeusz Kotarbiński).
Jan Piskurewicz, w swojej pracy habilitacyjnej (wyd. 1993) nt. „W służbie nauki i oświaty: Stanisław Michalski 1865–1949”, zamieścił zdanie:

„Stanisław Michalski wypowiada w swojej Autobiografii pogląd, że od czasu do czasu pojawia się w społeczeństwie człowiek, który starczy za instytucję. Takim człowiekiem był niewątpliwie on sam...